# Lyndsey Patterson
Lyndsey Patterson (* 7. Dezember 1982) ist eine ehemalige US-amerikanische Fußballspielerin.

## Karriere
Patterson spielte zu Beginn ihrer Karriere für die unterklassigen Teams Seattle Sounders Women, Atlanta Silverbacks und Ajax America in der W-League beziehungsweise WPSL. Ihr einziges Profispiel blieb zunächst ein Kurzeinsatz im Finale um die WPS-Meisterschaft 2009 für das Franchise der Los Angeles Sol, welches mit 0:1 gegen den Sky Blue FC verloren ging. In der Saison 2010 lief Patterson dann für den Ligakonkurrenten Philadelphia Independence auf und kam dort in 14 Ligaspielen zum Einsatz, ehe sie ein Jahr später zu Atlanta Beat weiterzog. Nach der Auflösung der WPS unmittelbar vor der Saison 2012 kehrte sie zu den Seattle Sounders zurück.
Anfang 2013 wurde Patterson vom Seattle Reign FC für die Premierensaison der neugegründeten National Women’s Soccer League verpflichtet, ihr Ligadebüt gab sie dort am 14. April 2013 gegen die Chicago Red Stars als Einwechselspielerin. Am 19. Juni trennte sich Seattle von Tiffany Cameron und Patterson, um im Kader Platz für die Neuzugänge Kennya Cordner und Stephanie Cox zu machen. Patterson kehrte daraufhin erneut zu den Seattle Sounders zurück, wo sie bis zum Ende der Saison 2014 spielte.